# Peña Canciás
La peña Canciás (en français : « rocher de  Canciás »), qui culmine à 1 928 m, est un sommet des Pré-Pyrénées aragonaises, au sud du village de Fiscal (dans la vallée de l'Ara) et au nord-est du village inhabité de Fablo.